# Liste von Archäometrikern und Archäometallurgen
In dieser Liste werden Archäometriker und Archäometallurgen gesammelt, die für dieses Fach habilitiert wurden, als Autoren relevant sind, oder andere bedeutende Beiträge zur Archäometrie und/oder Archäometallurgie geleistet haben. Archäometriker beschäftigen sich mit der Anwendung und Entwicklung naturwissenschaftlicher Methoden, die zur Klärung archäologischer und teilweise auch historischer oder kunsthistorischer Fragestellungen benötigt werden. Die interdisziplinär mit ihnen verzahnten Archäometallurgen befassen sich speziell mit der Metallurgie archäologischer Funde, deren Entstehungszeit ebenfalls von der Ur- und Frühgeschichte bis zur Neuzeit reicht. Beiden Disziplinen ist gemeinsam, dass sie Werkstoffwissenschaften und Werkstofftechnologien erforschen und anwenden. Fachfremde, sowie Amateure, Autodidakten und andere für die Archäometrie und Archäometallurgie bedeutende Personen, die jedoch nicht als Wissenschaftler angesehen werden können, finden sich am Ende in einer gesonderten Liste verzeichnet.

## A
- Jörg Adam (Deutscher)
- Bahadır Alkım (Türke, 1915–1981)
- Barbara Armbruster (Deutsche)

## B
- Detlef Bach (Deutscher, * 1963)
- Erez Ben-Yosef (Israeli)
- Daniel Berger (Deutscher, * 1981)
- Dirk Brandherm (Deutscher)
- Peter Bray (Deutscher)
- Lente van Brempt (Belgierin)
- Léon Brun (Franzose, 1921–1981)
- Paul Budd (Brite)

## C
- Chris Carey (Brite)
- Paul T. Craddock (Brite, * 1945)

## D
- Elka Drews (Österreicherin)

## E
- Levent Ercanli (Türke)

## F
- Judith Fütterer (Deutsche)

## G
- Noel Harold Gale (Brite, 1931–2014)
- Alexandra Gavan (Deutsche, * 1986)
- Mebus A. Geyh (Deutscher, * 1937)
- Alessandra Giumlia-Mair (Italienerin)
- Florin Gogâltan (Rumäne, * 1966)

## H
- Andreas Hauptmann (Deutscher, * 1949)
- Otto Helm (Deutscher, 1826–1902)

## J
- Andy M. Jones (Brite)
- Otto Johannsen (Deutscher, 1882–1960)

## K
- Vasiliki Kassianidou (Zypriotin)
- Bernd Kromer (Deutscher)

## L
- Susan La Niece (Britin)
- Robert Lehmann (Deutscher, * 1982)
- Fulvia Lo Schiavo (Italienerin)
- Nicole Lockhoff (Deutsche)
- Joachim Lutz (Deutscher, * 1960)

## M
- Robert Maddin (US-Amerikaner, 1918–2019)
- Nigel Meeks (Brite)
- James David Muhly (US-Amerikaner, * 1933)
- Andreas Müller-Karpe (Deutscher, * 1957)

## N
- Rita E. Németh (Rumänin)
- Bianka Nessel (Deutsche)

## O
- Marcel Otte (Belgier, * 1948)
- Otto Olshausen (Deutscher, 1840–1922)
- Barbara S. Ottaway (Britin, * 1938)

## P
- Christopher F.E. Pare (Brite, * 1959)
- Ernst Pernicka (Österreicher, * 1950)
- Ilana Peters (Israelin)
- A.M. Pollard (Brite, * 1954)
- Stefan Przeworski (Pole, 1900–1940)

## R
- Britta Ramminger (Deutsche)
- Christopher Bronk Ramsey (US-Amerikaner, * 1962)
- Friedrich Rathgen (Deutscher, 1862–1942)
- Thilo Rehren (Deutscher, * 1959)
- Ina Reiche (Deutsche)
- Botond Rezi (Rumäne)
- Josef Riederer (Deutscher, 1939–2017)
- Benjamin W. Roberts (Brite)
- Rolf C. A. Rottländer (Deutscher, 1932–2016)
- Salvador Rovira Llorens (Spanier)
- Liu Ruiliang (Brite)

## S
- Hans-Georg Stephan (Deutscher, * 1950)
- Richard E. Stone (US-Amerikaner, 1939–2021)
- Zofia Stos-Gale (Polin/Britin)

## T
- Gareth Thomas (Brite/US-Amerikaner, 1932–2014)
- Hidetoshi Tsumoto (Japaner)
- Ronald F. Tylecote (Brite, 1916–1990)

## W
- Günther A. Wagner (Deutscher, * 1941)
- Gerd Weisgerber (Deutscher, 1938–2010)
- Christian-Heinrich Wunderlich (Deutscher)

## Y
- Ünsal Yalçin (Türke, * 1954)
- Tayfun Yildirim (Türke)

## Fachfremde und Nichtwissenschaftler
Personen, die sich etwa als Amateure oder Autodidakten mit den Werkstoffen archäologischer Funde und ihrer Bestimmung im Sinne der Archäometrie oder Archäometallurgie befassen oder befasst haben, oder mit sonstigen bedeutenden Leistungen zur Entstehung und Entwicklung dieser Disziplinen hervortraten, die aber keine Archäometriker bzw. Archäometallurgen im engeren Sinne sind bzw. waren.
- Julius Naue (Deutscher, 1833–1907)